# Eledees
Eledees (außerhalb von Australien und Europa Elebits) ist ein Videospiel von Konami, welches 2007 für Nintendo Wii veröffentlicht wurde. Es gilt neben Wii Sports als eins der ersten Spiele, das gezielt unter Berücksichtigung des bis dato neuartigen Bedienungselements der Konsole entwickelt wurde, und wurde dafür von Kritiken gelobt.
Das Spielziel lautet, in realen Umgebungen nachempfundenen Arealen wie etwa einem Kinderzimmer möglichst viele versteckte Eledees zu finden und zu fangen, indem Dinge wie herumliegende Gebrauchsgegenstände oder das Mobiliar angehoben werden.

## Setting
Die Eledees werden als winzige, fliegende Wesen beschrieben, von denen alle Energie für Haushaltsgegenstände und Ähnlichem herrührt. Nach einem Unwetter herrscht ein totaler Stromausfall, und der Protagonist des Spiels, ein kleiner Junge, macht sich auf die Suche nach Eledees, deren Verschwinden sich als Ursache für den Ausfall herausstellt.

## Gameplay
Das Spiel wird in der Egoperspektive des Protagonisten gespielt. Mit dem Analog-Stick der Nunchuk-Erweiterung wird die Spielfigur bewegt, während die Wii-Fernbedienung (englisch verkürzt: Wiimote) für die Bedienung eines Strahlengeräts vorbehalten ist. Mittels dieses Geräts können in den Spielabschnitten (Level) Gegenstände angehoben werden, um darunter eventuell Eledees zu finden. Der Strahl wird in einem solchen Falle benutzt, um die Eledees zu fassen.
Ziel eines jeden Levels ist es, eine gewisse Menge Elektrische Leistung (angegeben in Watt) anzusammeln. Jedem Eledee ist eine bestimmte Leistung zugeordnet, die zusätzlich davon abhängig ist, ob das Eledee zum Beispiel schlafend oder flüchtend eingefangen wurde. Hat man eine gewisse Zahl an Leistung gesammelt, kann der Spieler vorher funktionsuntüchtige Geräte einschalten, um weitere Eledees zu finden. Das Strahlengerät kann in jedem Level auch verstärkt werden, um größere Gegenstände anzuheben; in späteren Leveln kann man auf diese Weise ganze Häuser anheben.
Im Mehrspielermodus sammeln bis zu vier Spieler Eledees gegeneinander.
In einem Editiermodus können Spieler eigene Level entwerfen und mit versteckten Eledees versehen. Diese Level können im Mehrspielermodus genutzt und über den Onlinemodus der Konsole (WiiConnect24) an andere Spieler gesandt werden.

## Kritiken
Das Spiel erhielt durchschnittlich gute Kritiken. Es erhielt die Auszeichnungen, als Bestes Wii-Actionspiel 2006, Wii-Spiel mit dem innovativsten Design 2006 und Spiel mit der besten Verwendung der Wii-Fernbedienung 2006 vom IGN und den Future Award (CESA Japan Game Award 2006).
Gelobt wurde die Steuerung und die Physikengine des Spiels. Negativ aufgefallen seien die langweilig geratene Präsentation der Rahmenhandlung und die mangelnde Abwechslung im Verlauf des Spiels. Ayse Kaya schreibt für die Seite Gamezone: „Präsentiert wird die Story in "Eledees" enttäuschend simpel – nämlich in einfachen Bildern mit einer Vertonung, die in englischer Sprache gehalten ist. Die entsprechende deutsche Übersetzung bekommt man in Textform eingeblendet. […] "Eledees" weiß am Anfang mit seinem voll und ganz auf den bewegungssensitiven Controller ausgerichteten Spielprinzip zu gefallen. […] aber nach einiger Zeit wird das Spiel mit sich ständig wiederholenden Aktionen eintönig und langweilig. Hier hätte der Einbau von Puzzles oder anderen Personen, mit denen man interagieren kann, Abhilfe geschafft, aber leider wurde darauf verzichtet. Und so bekommt man mit "Eledees" einen Titel präsentiert, der gut die Möglichkeiten des Wii-Remotes demonstriert, aber mit einem viel zu einfach und wenig abwechslungsreich gestrickten Spielprinzip nicht lange fesseln und begeistern kann.“
Matt Casamassina (IGN) vermerkt, dass die im Spiel dargestellte Physik zu simpel ausgefallen sei, wie auch die grafische Präsentation.

“It's clear that the title was hatched from the very beginning for Nintendo's new console and it's refreshing to encounter a game that could not be done well on any other videogame system. I have to note, it really is a lot of fun just to pick up items and toss them around in the worlds that Konami has created; it feels great. […]
But the game does have its limitations. For one, the physics are not quite as tight as they could be. Whether you're picking up a diesel truck or a flower pot, the objects will have the same floaty, bouncy feel to them. And further, while the game does a lot with physics, it doesn't do much with visuals, which means that the worlds and objects you encounter will have a blocky, dithered look to them.”